# Anna O

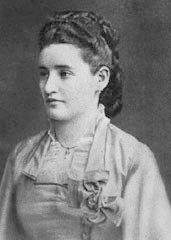
Anna O

Anna O, född 27 februari 1859, död 28 maj 1936, en pseudonym för Bertha Pappenheim, är ett av psykoanalysens kändaste tidiga patientfall.
År 1880 fick en läkare i Wien, dr Josef Breuer, en ny patient. Fröken Anna O var 21 år gammal och led av svår hysteri. Hon hörde, liksom så många andra hysteripatienter, till stadens borgerliga samhällsskikt. Enligt den tidens konventioner hade hon inte mycket annat att se fram emot än ett passande giftermål. Eftersom Anna O var en begåvad, envis och humoristisk flicka kan man föreställa sig att den utstakade framtiden i hennes ögon tedde sig mindre lockande.
Innan Anna drabbades av hysteri hade hon en längre tid vårdat sin döende far. Breuer, som funnits i familjen under pappans sjukdomstid, visade sig ha ett lugnande inflytande på Anna och blev därför också hennes läkare. Redan från början hade han klart för sig att Annas sjukdom var av neurotisk natur, det vill säga att hon hade utvecklat sina symptom som en reaktion på inskränkta livsomständigheter. Hon hade sedan länge haft för vana att hänge sig åt dagdrömmerier och denna flykt undan familjelivets enformighet övergick sedan gradvis i svår hysteri vid pappans död. Bland Annas symptom fanns förlamning, talsvårigheter och partiell blindhet.
Under de första månaderna var Anna sängliggande. Hon var en ganska svårhanterlig patient som själv ville bestämma hur kontakten mellan henne och hennes läkare skulle utvecklas. Breuer gjorde försök att hypnotisera Anna för att göra henne mer tillgänglig, men hennes rationella hållning gjorde henne oemottaglig för suggestioner. I stället upptäckte han att hon i sina "skymningstillstånd" var hjälpt av att få stickord som hon yttrat i stunder då hennes medvetande varit klart. Hon kunde då med hjälp av stickorden gradvis erinra sig den situation då symptomet först uppkom. Delar av hennes synstörningar och skelning kunde exempelvis lösas upp då hon började kunna erinra sig ett tillfälle då hon gråtande satt vid pappans sjuksäng och han frågade henne hur mycket klockan var. För att se klockan genom tårarna måste hon föra armen nära ögonen, vilket fick klockan att verka mycket stor. Detta blev sedan ursprungssituationen bakom hennes synstörning och skelning - symptom som försvann då hon förmådde tala om vad hon upplevt.
Steg för steg kunde Breuer, nästan under ledning av sin patient, utforska den fantasivärld som Anna byggt upp i sitt inre. Hon blev under tiden för kontakten med Breuer så småningom nästintill symptomfri. Fallet Anna O blir 15 år senare inledningen till boken Studier i hysteri (1895), en serie fallbeskrivningar av Breuer och Sigmund Freud. Då har Anna - eller Bertha - i många år kämpat för sin psykiska hälsa, hennes inre konflikter har periodvis blivit henne övermäktiga, men hon är nu på väg att bli en stark och självständig dam. Hon utbildar sig, strider för kvinnans rösträtt och blir en av de allra tidigaste feministerna. Bertha Pappenheim ihågkoms i dag som en pionjär bakom 1900-talets sociala arbete för utsatta kvinnor och barn, till exempel kan man se hennes porträtt i den tyska frimärkssamlingen "Mänsklighetens hjälpare".
I dag händer det ibland att man hör talesättet "man känner väl sina pappenheimare". Med detta menas att man känner någon så väl att man kan ana personens djupare motiv. Talesättet kommer ursprungligen från en av Friedrich von Schillers böcker, där han låter den store general von Pappenheim uttrycka sin trygga förvissning om de egna soldaternas trohet i strid. Sigmund Freud har också uttalat Schillers berömda ord "Man begann, seine Pappenheimer kennen zu lernen" - men han syftade då på en annan tapper soldat: Fröken Bertha Pappenheim.